# Monica Vitti
Monica Vitti, pseudônimo artístico de Maria Luisa Ceciarelli (Roma, 3 de novembro de 1931 – Roma, 2 de fevereiro de 2022) foi uma atriz italiana de teatro e cinema. Ficou conhecida principalmente pelas suas atuações nos filmes de Michelangelo Antonioni.

## Carreira
Estudou arte dramática na Accademia dell'Arte Drammatica em 1953 em Roma. No ano de 1956 conseguiu projeção no teatro com a peça Sei storie da ricordare e em 1959 com Capricci di Marianna. Em 1958 estreou oficialmente no cinema com Le dritte de Mario Amendola. No ano de 1957 ela se juntou ao Teatro Nuovo di Milano de Antonioni, e posteriormente atuou num dos papéis principais do premiado filme L'avventura. A sua atuação foi descrita como "atordoante".
Posteriormente ela recebeu críticas positivas quando estrelou outros filmes de Antonioni, como La notte, L'eclisse, e Il deserto rosso. Sua única participação em um filme de Hollywood foi Modesty Blaise.
Os últimos filmes de Monica Vitti foram, na maioria, filmes italianos sem distribuição internacional. Algumas exceções importantes são Fantôme de la liberté (1974) de Luis Buñuel e Il Mistero di Oberwald que ela fez com Antonioni depois de quinze anos de afastamento. Em 1989 ela escreveu, dirigiu e estrelou o filme Scandalo Segreto. Em 1993 Vitti foi premiada com o Festival Tribute no Festival international du film de femmes de Créteil na França. 
Em 1995, recebeu o Leão de Ouro pela sua carreira no Festival de Veneza.

## Morte
Vitti morreu em 2 de fevereiro de 2022, aos noventa anos de idade.

## Filmografia
- Ridere! Ridere! Ridere! (1954)
- Una Pelliccia di visone (1954)
- Adriana Lecouvreur (1955)
- Le Dritte (1958)
- L'avventura (1960)
- La Notte (1961)
- Accattone (1961)
- L'Eclisse (1962)
- Les Quatre vérités (1962)
- Château en Suède (1963)
- Follie d'estate (1963)
- Dragées au poivre (1963)
- Alta infedeltà (1964)
- Il Deserto rosso (1964)
- Il Disco volante (1964)
- Le Bambole (1965)
- Le Fate (1966)
- Modesty Blaise (1966)
- Ti ho sposato per allegria (1967)
- Fai in fretta ad uccidermi... ho freddo! (1967)
- La ragazza con la pistola (1968)
- La Femme écarlate (1968)
- La Cintura di castità (1968)
- Amore mio aiutami (1969)
- Ninì Tirabusciò: la donna che inventò la mossa (1970)
- Dramma della gelosia - tutti i particolari in cronaca (1970)
- Le Coppie (1970)
- La Pacifista (1970)
- La Supertestimone (1971)
- Noi donne siamo fatte così (1971)
- Teresa la ladra (1972)
- Gli Ordini sono ordini (1972)
- La Tosca (1973)
- Polvere di stelle (1973)
- Le Fantôme de la liberté (1974)
- L'Anatra all'arancia (1975)
- A mezzanotte va la ronda del piacere (1975)
- Qui comincia l'avventura (1975)
- Basta che non si sappia in giro! (1976)
- Mimì Bluette ... fiore del mio giardino (1977)
- L'Altra metà del cielo (1977)
- Per vivere meglio, divertitevi con noi (1978)
- La Raison d'état (1978)
- Letti selvaggi (1979)
- Amori miei (1979)
- An Almost Perfect Affair (1979)
- Il Tango della gelosia (1980)
- Non ti conosco più amore (1980)
- Camera d'albergo (1981)
- Il Mistero di Oberwald (1981)
- Io so che tu sai che io so (1982)
- Scusa se è poco (1982)
- Flirt (1983)
- Francesca è mia (1986)
- Scandalo segreto (1989)
- "Ma tu mi vuoi bene?" (TV movie) (1992)